# 傅弘烈
傅弘烈（1621年—1680年），一作宏烈，字仲謀，號竹君，進賢縣人。清朝韶州府同知、广西巡抚，官至抚蛮灭寇将军。

## 生平
天啟元年出生。其父傅應期，官粵西縣令。明末流寓廣西，隨父苦讀。南明隆武元年（1645年）廣西鄉試中舉人，任遷江縣知縣，陞御史，顺治十四年（1657年）降清，兩廣總督王國光薦授廣東韶州府同知。康熙七年（1668年），因告發吴三桂圖謀不轨，被下獄。康熙九年，流放梧州。康熙十三年（1674年）冬，吴三桂果然造反，拘禁傅宏烈。傅宏烈表面歸順，暗中勸說廣西鎮守將軍孫延齡反正。因功授广西巡抚，官至抚蛮灭寇将军。康熙十六年十二月吴三桂知延龄欲叛，急遣吴世琮進兵桂林，袭杀孙延龄。康熙十七年莽依图兵入广西。康熙十八年正月，傅宏烈會兵莽依图於梧州，大败吴世琮，收复桂林；是年七月，再败吴世琮於南宁。康熙十九年（1680年），吳三桂之黨羽馬承蔭利用汪士榮的親筆書信，誘傅宏烈登舟，並执送贵阳吴世琮帐下，吴世琮勸他投降，弘烈不屈死。同年十一月，清军攻克贵阳，寻找遗骸，葬于临桂旧村滚狮岭。雍正八年（1730年）入贤良祠，乾隆八年（1743年）入昭忠祠，春秋祭祀。赠太子太师、兵部尚书，諡忠毅。有《傅忠毅公集》。

## 延伸阅读
[在维基数据编辑]
 《清史稿·卷252》，出自趙爾巽《清史稿》